# André Schock
Pour les articles homonymes, voir Schock.
André Schock, né le 22 avril 1914 à Saint-Ail et mort le 13 octobre 1973 à Clichy, est un déporté résistant des Forces françaises combattantes, Compagnon de la Libération et homme politique français.
Les faits de résistance dont a fait preuve André Schock, tant en Afrique où il se trouve en juin 1940 que, plus tard, en France, le font recruter par le Bureau central de renseignements et d'action (BCRA), et l'amènent à Londres.
Il se voit confier des missions importantes dans le cadre des réseaux Action de la France combattante, appelée également France libre. Son action au sein des Forces françaises libres (FFL) le conduit à être dénoncé puis filé par la Gestapo, qui l'arrête après une tentative d'évasion et deux fusillades. Au bord du coma, il réussit à transmettre à son réseau l'information sur son arrestation et passe trois mois à l'hôpital, un mois à la prison de Fresnes, quelques jours au camp de Royallieu-Compiègne, d'où il part, le 12 janvier 1944, pour le camp de concentration de Buchenwald.
En raison de ses actions dans la Résistance et dans les camps, il est fait Compagnon de la Libération par le général de Gaulle en 1945, puis est élu membre (MRP) de l'Assemblée constituante par le territoire de la Côte d'Ivoire. Il est capitaine de réserve dans l'artillerie de marine. Il est nommé par le général de Gaulle conseiller de l'Union française pendant deux législatures.

## Biographie
André Schock nait le 22 avril 1914, à Saint-Ail en Meurthe-et-Moselle, d'un père ouvrier lorrain qui meurt au combat fin 1914. Sa mère fuit en Suisse puis revient en Bretagne d'où elle est originaire.
Après son baccalauréat, il devient correcteur à La Dépêche de Brest et de l'Ouest.
En 1937, André Schock est engagé à la SCOA (Société commerciale de l'Ouest africain), à Cotonou.
Il rejoint le général de Gaulle à Dakar en 1940 et est recruté par le BCRA (Bureau central de renseignements et d'action). Il est l'un des tout premiers résistants lorrains. Ses noms d'emprunts sont Voltigeur, Lenôtre, Chevalier et, quelque temps, Diagonale.
Après un séjour à Londres, il est parachuté en France, et il est nommé DMR (Délégué militaire régional). Chargé de mission de première classe, il prend la responsabilité de la Région C (Région Est - Reims-Nancy), où, en 1944, il participera à de nombreux sabotages de locomotives.
En 1942, il est condamné à mort par contumace par le Tribunal Militaire de Dakar en raison de son « Passé en Nigeria en septembre 1940, est l'un des agents les plus actifs de la propagande et de l'espionnage anglo dissident depuis cette date »[réf. nécessaire].
À Paris, dénoncé par un ancien du Service du travail obligatoire (STO), il est filé par la Gestapo et arrêté le 28 janvier 1944. Blessé par la Gestapo, il s'enfuit mais est rattrapé. Il est de nouveau blessé par six balles dont une effleure l'artère fémorale. Il est soigné par un médecin allemand, à la Pitié-Salpêtrière. Après un séjour de trois mois, tout juste rétabli, il est envoyé à la prison de Fresnes, puis au camp de Royallieu-Compiègne (Oise), où il rencontre André Clavé, Pierre Sudreau, André Boyer, Jean Mialet, René Haentjens et Wolf Wexler. De là, il part le 12 mai 1943 dans des wagons à bestiaux pour être déporté, avec ses camarades, dans le camp de Buchenwald (le 14 mai 1943).
Il sera transféré avec André Clavé et André Boyer au camp de Dora-Harzungen que dirige Wernher von Braun, pour la fabrication des missiles V2. Pierre Sudreau perd de vue, le 8 juin 1943, ceux qu'il appelait affectueusement « mes trois André »[réf. nécessaire].
Dans le camp, il est « élevé au grade de Kapo » (chef de Kommando), mais, alors que les autres kapos profitent, généralement et honteusement, de leur fonction et de leur autorité vis-à-vis des autres détenus, Schock saura imposer sa stature et son calme face aux gardiens du camp. Son excellente connaissance de la langue allemande lui sera profitable. Dans son récit, la Haine et le Pardon - Le Déporté , Jean Mialet a résumé son attitude, ainsi que celle d'André Clavé.
Le 11 avril 1945, avant la libération du camp, il sera envoyé en train, avec Jean Mialet, au camp de Bergen-Belsen, tandis que ses amis, André Clavé, René Haentjens et Wolf Wexler, seront emmenés en otages sur les routes du Harz dans les « Colonnes de la Mort », avant de s'en évader. Il sera délivré par les Anglais quelque temps après.
À son retour en France, après la guerre, il est fait Compagnon de la Libération par le général de Gaulle, entre autres distinctions. Une plaquette sera réalisée sur son action, intitulée De Dakar à Bergen-Belsen, André Schock.
Il est élu membre (MRP) de l'Assemblée constituante par le territoire de la Côte d'Ivoire, puis il devient directeur de l’École des ventes, aux Forges de Strasbourg.
En 1956, André Clavé lui proposera de mettre à profit ses connaissances de l'Afrique et du journalisme en intégrant l'équipe dirigeante du Studio-école, créé en 1955 par Pierre Schaeffer, pour former des journalistes, animateurs, techniciens et opérateurs de radio africains, afin de préparer la décolonisation qui s'annonce pour les esprits éclairés.
André Schock meurt le 13 octobre 1973 à Clichy, et il est enterré au cimetière de Trivaux de Meudon.

## Décorations
- Commandeur de la Légion d'honneur
- Compagnon de la Libération par décret du 19 octobre 1945[9]
- Croix de guerre 1939–1945, palme de bronze
- Médaille de la Résistance française avec rosette par décret du 24 avril 1946[10]
- Croix militaire (GB)
- Officier de l'ordre de la Couronne (Belgique)
- Croix de guerre (Belgique)